# Baldissero Torinese
Baldissero Torinese là một đô thị ở tỉnh Torino trong vùng Piedmont, có vị trí cách khoảng 9 km về phía đông của Torino, nước Ý. Tại thời điểm ngày 31 tháng 12 năm 2004, đô thị này có dân số 3.488 người và diện tích là 15,5 km².
Baldissero Torinese giáp các đô thị: Castiglione Torinese, Torino, San Mauro Torinese, Pavarolo, Pino Torinese, và Chieri.